# Serie A2 1999-2000 (pallamano maschile)
La Serie A2 1999-2000 è stata la 30ª edizione del torneo di secondo livello del campionato italiano di pallamano maschile.

Esso venne organizzato dalla Federazione Italiana Giuoco Handball.

La competizione è iniziata il 25 settembre 1999 e si è conclusa il 29 aprile 2000.

## Formula
- Fase regolare: furono disputati due gironi composti da 14 squadre ciascuno con la formula del girone unico all'italiana con partite di andata e ritorno.
- Promozioni: le squadre classificate al primo posto di ciascun girone al termine della stagione regolare furono promosse in serie A1 nella stagione successiva.
- Play-out: le squadre classificate al secondo posto di ciascun girone al termine della stagione regolare disputarono i play-out salvezza.
- Retrocessioni: le squadre classificate dall'11º al 14º posto al termine della stagione furono retrocesse in serie B nella stagione successiva.

## Girone A

### Squadre partecipanti
| Club           | Città                | Palasport                | Sponsor      | Stagione 1998-1999                     |
| -------------- | -------------------- | ------------------------ | ------------ | -------------------------------------- |
| Klausen        | Chiusa (BZ)          | Palasport di Chiusa      | Volksbank    | 1ª in Serie B - Girone A               |
| Carpi          | Carpi (MO)           | Palestra Viale Peruzzi   |              | 5ª in Serie A2 - Girone A              |
| Cellini Padova | Padova               | PalaFabris               | Lofra Cucine | 6ª in Serie A2 - Girone A              |
| Imola          | Imola (BO)           | Pala Ruggi               |              | 11ª in Serie A2 - Girone A (Ripescata) |
| Rovereto       | Rovereto (TN)        | Pala Marchetti           |              | 8ª in Serie A2 - Girone A              |
| Castenaso      | Castenaso (BO)       | Palasport di Castenaso   |              | 1ª in Serie B - Girone B               |
| Ambra          | Poggio a Caiano (PO) | Pala Consiag             |              | 9ª in Serie A2 - Girone A              |
| Ascoli         | Ascoli Piceno        | Pala Galosi              | Autolelli    | 12ª in Serie A2 - Girone A (Ripescata) |
| Cologne        | Cologne (BS)         | Palasport di Cologne     |              | 14ª in Serie A1                        |
| Mezzocorona    | Mezzocorona (TN)     | Palasport di Mezzocorona |              | 10ª in Serie A2 - Girone A             |
| Bozen          | Bolzano              | Palestra Gasteiner       |              | 4ª in Serie A2 - Girone A              |
| Taufers        | Campo Tures (BZ)     | Sporthalle Industriezone | Neff         | 7ª in Serie A2 - Girone A              |
| Tassina Rovigo | Rovigo               | Palasport di Rovigo      |              | 3ª in Serie A2 - Girone A              |
| Teramo         | Teramo               | Pala San Nicolò          |              | 13ª in Serie A1                        |

### Risultati
| 25-9-1999 | 1ª/14ª giornata       | 5-2-2000 |
| --------- | --------------------- | -------- |
| 21-25     | Mezzocorona - Bolzano | 25-28    |
| 22-13     | Ambra - Carpi         | 21-25    |
| 21-22     | Ascoli - Cologne      | 21-21    |
| 24-17     | Teramo - Castenaso    | 23-22    |
| 18-24     | Klausen - Rovereto    | 21-24    |
| 21-21     | Padova - Taufers      | 22-25    |
| 21-25     | Imola - Rovigo        | 18-25    |

| 16-10-1999 | 4ª/17ª giornata      | 26-2-2000 |
| ---------- | -------------------- | --------- |
| 21-18      | Mezzocorona - Padova | 28-27     |
| 26-20      | Teramo - Klausen     | 22-29     |
| 24-15      | Bolzano - Imola      | 22-24     |
| 28-19      | Castenaso - Ascoli   | 19-25     |
| 25-27      | Taufers - Ambra      | 26-25     |
| 24-19      | Rovereto - Carpi     | 21-25     |
| 26-21      | Rovigo - Cologne     | 22-16     |

| 6-11-1999 | 7ª/20ª giornata     | 18-3-2000 |
| --------- | ------------------- | --------- |
| 25-24     | Klausen - Bolzano   | 19-29     |
| 27-26     | Ascoli - Padova     | 21-22     |
| 21-21     | Imola - Mezzocorona | 24-27     |
| 35-26     | Cologne - Teramo    | 21-22     |
| 28-26     | Ambra - Rovereto    | 25-25     |
| 22-24     | Carpi - Castenaso   | 21-30     |
| 24-16     | Rovigo - Taufers    | 20-20     |

| 27-11-1999 | 10ª/23ª giornata     | 8-4-2000 |
| ---------- | -------------------- | -------- |
| 23-18      | Ascoli - Imola       | 23-26    |
| 28-17      | Castenaso - Rovereto | 26-32    |
| 23-29      | Klausen - Ambra      | 29-30    |
| 18-15      | Padova - Cologne     | 26-20    |
| 29-22      | Mezzocorona - Carpi  | 5-0      |
| 20-22      | Bolzano - Rovigo     | 18-18    |
| 26-22      | Teramo - Taufers     | 14-28    |

| 11-12-1999 | 13ª/26ª giornata        | 29-4-2000 |
| ---------- | ----------------------- | --------- |
| 28-23      | Ambra - Imola           | 23-29     |
| 28-23      | Cologne - Klausen       | 29-23     |
| 24-26      | Carpi - Padova          | 24-27     |
| 26-27      | Castenaso - Mezzocorona | 26-31     |
| 30-27      | Rovereto - Teramo       | 25-34     |
| 20-18      | Rovigo - Ascoli         | 20-16     |
| 23-22      | Taufers - Bolzano       | 23-26     |

| 2-10-1999 | 2ª/15ª giornata        | 12-2-2000 |
| --------- | ---------------------- | --------- |
| 27-21     | Bolzano - Teramo       | 26-21     |
| 21-19     | Cologne - Ambra        | 22-21     |
| 20-18     | Carpi - Imola          | 23-28     |
| 26-18     | Castenaso - Padova     | 24-26     |
| 31-26     | Rovereto - Mezzocorona | 29-24     |
| 25-17     | Rovigo - Klausen       | 29-15     |
| 30-24     | Taufers - Ascoli       | 24-26     |

| 23-10-1999 | 5ª/18ª giornata       | 4-3-2000 |
| ---------- | --------------------- | -------- |
| 21-25      | Padova - Teramo       | 25-27    |
| 25-27      | Klausen - Mezzocorona | 20-26    |
| 22-26      | Ascoli - Bolzano      | 17-32    |
| 23-20      | Imola - Rovereto      | 24-27    |
| 24-26      | Ambra - Castenaso     | 21-24    |
| 22-21      | Cologne - Taufers     | 23-24    |
| 22-25      | Carpi - Rovigo        | 18-25    |

| 13-11-1999 | 8ª/21ª giornata     | 25-3-2000 |
| ---------- | ------------------- | --------- |
| 25-31      | Klausen - Ascoli    | 21-27     |
| 26-24      | Padova - Imola      | 26-26     |
| 31-35      | Mezzocorona - Ambra | 26-27     |
| 25-17      | Teramo - Carpi      | 20-21     |
| 24-19      | Bolzano - Cologne   | 33-25     |
| 24-18      | Castenaso - Taufers | 23-23     |
| 26-26      | Rovereto - Rovigo   | 17-24     |

| 4-12-1999 | 11ª/24ª giornata      | 15-4-2000 |
| --------- | --------------------- | --------- |
| 25-22     | Ambra - Ascoli        | 19-29     |
| 21-17     | Cologne - Imola       | 27-19     |
| 28-22     | Carpi - Klausen       | 23-25     |
| 20-24     | Castenaso - Bolzano   | 14-28     |
| 29-25     | Rovereto - Padova     | 25-30     |
| 24-15     | Rovigo - Teramo       | 23-26     |
| 25-23     | Taufers - Mezzocorona | 19-24     |

| 9-10-1999 | 3ª/16ª giornata      | 19-2-2000 |
| --------- | -------------------- | --------- |
| 25-25     | Teramo - Mezzocorona | 21-24     |
| 37-13     | Cologne - Carpi      | 18-20     |
| 31-28     | Padova - Bolzano     | 27-28     |
| 20-22     | Klausen - Castenaso  | 17-25     |
| 29-30     | Ascoli - Rovereto    | 21-28     |
| 21-21     | Imola - Taufers      | 18-30     |
| 25-25     | Ambra - Rovigo       | 19-26     |

| 30-10-1999 | 6ª/19ª giornata      | 11-3-2000 |
| ---------- | -------------------- | --------- |
| 22-27      | Padova - Klausen     | 25-18     |
| 23-22      | Mezzocorona - Ascoli | 22-22     |
| 26-21      | Teramo - Imola       | 23-27     |
| 20-19      | Bolzano - Ambra      | 31-26     |
| 23-27      | Castenaso - Rovigo   | 27-30     |
| 33-29      | Rovereto - Cologne   | 23-24     |
| 27-20      | Taufers - Carpi      | 21-26     |

| 20-11-1999 | 9ª/22ª giornata      | 1-4-2000 |
| ---------- | -------------------- | -------- |
| 24-20      | Imola - Klausen      | 25-26    |
| 22-21      | Ascoli - Teramo      | 25-24    |
| 25-24      | Ambra - Padova       | 19-28    |
| 15-20      | Carpi - Bolzano      | 27-32    |
| 22-22      | Rovigo - Mezzocorona | 28-23    |
| 27-32      | Taufers - Rovereto   | 26-29    |
| 30-24      | Cologne - Castenaso  | 28-29    |

| 8-12-1999 | 12ª/25ª giornata      | 24-4-2000 |
| --------- | --------------------- | --------- |
| 22-22     | Mezzocorona - Cologne | 25-20     |
| 26-25     | Teramo - Ambra        | 16-27     |
| 16-17     | Padova - Rovigo       | 28-25     |
| 25-33     | Klausen - Taufers     | 23-26     |
| 30-27     | Ascoli - Carpi        | 30-25     |
| 20-20     | Imola - Castenaso     | 27-30     |
| 34-22     | Bolzano - Rovereto    | 27-29     |

### Classifica
|  | Pos. | Squadra        | Pt | G  | V  | N | S  | GF  | GS  | D    | Note                            |
|  | ---- | -------------- | -- | -- | -- | - | -- | --- | --- | ---- | ------------------------------- |
|  | 1.   | Tassina Rovigo | 64 | 26 | 20 | 4 | 2  | 628 | 525 | +103 | Promosso in Serie A1 2000-2001  |
|  | 2.   | Bozen          | 58 | 26 | 19 | 1 | 6  | 678 | 570 | +108 |                                 |
|  | 3.   | Rovereto       | 47 | 26 | 15 | 2 | 9  | 678 | 670 | +8   |                                 |
|  | 4.   | Mezzocorona    | 44 | 26 | 13 | 5 | 8  | 628 | 610 | +18  |                                 |
|  | 5.   | Cologne        | 38 | 26 | 12 | 2 | 12 | 616 | 595 | +21  |                                 |
|  | 6.   | Cellini Padova | 38 | 26 | 12 | 2 | 12 | 631 | 619 | +12  |                                 |
|  | 7.   | Castenaso      | 38 | 26 | 12 | 2 | 12 | 627 | 626 | +1   |                                 |
|  | 8.   | Taufers        | 37 | 26 | 11 | 4 | 11 | 624 | 610 | +14  |                                 |
|  | 9.   | Teramo         | 37 | 26 | 12 | 1 | 13 | 606 | 629 | -23  |                                 |
|  | 10.  | Ascoli         | 35 | 26 | 11 | 2 | 13 | 613 | 624 | -11  |                                 |
|  | 11.  | Ambra          | 34 | 26 | 11 | 1 | 14 | 636 | 646 | -10  | Retrocesso in Serie B 2000-2001 |
|  | 12.  | Imola          | 25 | 26 | 7  | 4 | 15 | 581 | 627 | -46  | Retrocesso in Serie B 2000-2001 |
|  | 13.  | Carpi          | 21 | 26 | 7  | 0 | 19 | 540 | 632 | -92  | Retrocesso in Serie B 2000-2001 |
|  | 14.  | Klausen        | 15 | 26 | 5  | 0 | 21 | 580 | 683 | -103 | Retrocesso in Serie B 2000-2001 |

## Girone B

### Squadre partecipanti
| Club             | Città                 | Palasport                   | Sponsor            | Stagione 1998-1999                   |
| ---------------- | --------------------- | --------------------------- | ------------------ | ------------------------------------ |
| ACLI Avellino    | Avellino              | Palasport Giacomo Del Mauro |                    | 3ª in Serie B - Girone C (Ripescata) |
| Chieti           | Chieti                | PalaTricalle                |                    | 4ª in Serie A2 - Girone B            |
| CUS Palermo      | Palermo               | Pala Cus                    |                    | 2ª in Serie A2 - Girone B            |
| Fondi            | Fondi (LT)            | Palasport di Fondi          | Semat              | 2ª in Serie B - Girone C             |
| Marsala          | Marsala (TP)          | Pala Bellina                | Vini               | 10ª in Serie A2 - Girone B           |
| Mascalucia       | Mascalucia (CT)       | Palasport di Mascalucia     | Virlinzi           | 5ª in Serie A2 - Girone B            |
| Terni            | Terni                 | PalaDiVittorio              | Circolo Lavoratori | 2ª in Serie B - Girone B             |
| Mazara           | Mazara del Vallo (TP) | Pala Affacciata             |                    | 7ª in Serie A2 - Girone B            |
| Noci             | Noci (BA)             | Pala Intini                 |                    | 1ª in Serie B - Girone C             |
| Palermo          | Palermo               | PalaUditore                 |                    | 1ª in Serie B - Girone D             |
| Rosolini         | Rosolini (SR)         | Palasport di Rosolini       |                    | 3ª in Serie A2 - Girone B            |
| Palmosa Libertas | Alcamo (TP)           | Palasport di Alcamo         |                    | 2ª in Serie B - Girone D             |
| Gaeta            | Gaeta (LT)            | Arena Miramare              | Ciccariello        | 6ª in Serie A2 - Girone B            |
| VVFF Siracusa    | Siracusa              | Pala Lo Bello               |                    | 9ª in Serie A2 - Girone B            |

### Risultati
| 25-9-1999 | 1ª/14ª giornata          | 5-2-2000 |
| --------- | ------------------------ | -------- |
| 21-16     | Siracusa - Marsala       | 27-29    |
| 24-23     | Mazara - Mascalucia      | 21-23    |
| 20-26     | Pall. Palermo - Rosolini | 19-23    |
| 35-32     | Alcamo - Fondi           | 17-27    |
| 25-26     | Chieti - CUS Palermo     | 25-25    |
| 24-24     | Noci - Terni             | 31-32    |
| 32-24     | Gaeta - Avellino         | 14-16    |

| 16-10-1999 | 4ª/17ª giornata          | 26-2-2000 |
| ---------- | ------------------------ | --------- |
| 23-21      | Siracusa - Noci          | 27-30     |
| 28-27      | Alcamo - Chieti          | 25-30     |
| 29-22      | Marsala - Gaeta          | 17-25     |
| 23-23      | Fondi - Pall. Palermo    | 30-28     |
| 25-32      | Terni - Mazara           | 21-26     |
| 23-22      | CUS Palermo - Mascalucia | 26-22     |
| 20-22      | Avellino - Rosolini      | 19-38     |

| 6-11-1999 | 7ª/20ª giornata      | 18-3-2000 |
| --------- | -------------------- | --------- |
| 24-17     | Chieti - Avellino    | 29-21     |
| 21-20     | Pall. Palermo - Noci | 21-28     |
| 22-21     | Gaeta - Siracusa     | 18-24     |
| 26-18     | Rosolini - Alcamo    | 33-29     |
| 26-14     | MAzara - CUS Palermo | 25-22     |
| 34-26     | Mascalucia - Fondi   | 21-29     |
| 32-31     | Avellino - Terni     | 24-31     |

| 27-11-1999 | 10ª/23ª giornata      | 8-4-2000 |
| ---------- | --------------------- | -------- |
| 22-24      | Pall. Palermo - Gaeta | 20-27    |
| 20-20      | Fondi - CUS Palermo   | 20-24    |
| 25-27      | Chieti - Mazara       | 16-25    |
| 18-20      | Noci - Rosolini       | 27-33    |
| 23-18      | Siracusa - Mascalucia | 20-27    |
| 24-23      | Marsala - Avellino    | 29-33    |
| 28-27      | Alcamo - Terni        | 19-25    |

| 11-12-1999 | 13ª/26ª giornata         | 29-4-2000 |
| ---------- | ------------------------ | --------- |
| 23-17      | Mazara - Gaeta           | 18-18     |
| 26-21      | Rosolini - Chieti        | 20-23     |
| 28-25      | Mascalucia - Noci        | 20-30     |
| 30-26      | Fondi - Siracusa         | 23-26     |
| 26-16      | CUS Palermo - Alcamo     | 28-34     |
| 30-27      | Avellino - Pall. Palermo | 30-30     |
| 26-18      | Terni - Marsala          | 31-19     |

| 2-10-1999 | 2ª/15ª giornata       | 12-2-2000 |
| --------- | --------------------- | --------- |
| 18-26     | Marsala - Alcamo      | 25-22     |
| 30-25     | Rosolini - Mazara     | 18-20     |
| 28-25     | Mascalucia - Gaeta    | 17-21     |
| 22-27     | Fondi - Noci          | 30-30     |
| 21-18     | CUS Palermo - Sracusa | 23-16     |
| 24-24     | Avellino - Chieti     | 15-34     |
| 30-24     | Terni - Pall. Palermo | 26-25     |

| 23-10-1999 | 5ª/18ª giornata         | 4-3-2000 |
| ---------- | ----------------------- | -------- |
| 30-24      | Noci - Alcamo           | 23-24    |
| 25-22      | Chieti - Siracusa       | 26-25    |
| 28-27      | Pall. Palermo - Marsala | 26-26    |
| 23-24      | Gaeta - CUS Palermo     | 18-24    |
| 34-21      | Mazara - Fondi          | 22-18    |
| 27-24      | Rosolini - Terni        | 24-26    |
| 24-18      | Mascalucia - Avellino   | 24-25    |

| 13-11-1999 | 8ª/21ª giornata        | 25-3-2000 |
| ---------- | ---------------------- | --------- |
| 22-23      | Chieti - Pall. Palermo | 22-27     |
| 22-20      | Noci - Gaeta           | 20-26     |
| 24-31      | Siracusa - Mazara      | 14-31     |
| 24-24      | Alcamo - Mascalucia    | 20-31     |
| 25-24      | Marsala - Rosolini     | 11-40     |
| 39-36      | Fondi - Terni          | 23-32     |
| 32-21      | CUS Palermo - Avellino | 29-32     |

| 4-12-1999 | 11ª/24ª giornata       | 15-4-2000 |
| --------- | ---------------------- | --------- |
| 31-23     | Mazara - Pall. Palermo | 33-20     |
| 19-16     | Rosolini - Gaeta       | 23-18     |
| 25-27     | Mascalucia - Chieti    | 24-32     |
| 27-22     | Fondi - MArsala        | 30-21     |
| 27-16     | CUS Palermo - Noci     | 23-25     |
| 25-25     | Avellino - Alcamo      | 26-27     |
| 23-29     | Terni - Siracusa       | 23-25     |

| 9-10-1999 | 3ª/16ª giornata             | 19-2-2000 |
| --------- | --------------------------- | --------- |
| 29-26     | Alcamo - Siracusa           | 19-21     |
| 26-25     | Rosolini - Mascalucia       | 24-25     |
| 32-27     | Noci - Marsala              | 25-23     |
| 34-24     | Chieti - Fondi              | 17-17     |
| 16-28     | Pall. Palermo - CUS Palermo | 24-36     |
| 20-16     | Gaeta - Terni               | 20-20     |
| 33-17     | Mazara - Avellino           | 19-19     |

| 30-10-1999 | 6ª/19ª giornata          | 11-3-2000 |
| ---------- | ------------------------ | --------- |
| 27-25      | Noci - Chieti            | 18-33     |
| 27-26      | Siracusa - Pall. Palermo | 21-16     |
| 28-29      | Alcamo - Gaeta           | 17-26     |
| 13-19      | Marsala - Mazara         | 12-35     |
| 22-24      | Fondi - Avellino         | 20-20     |
| 19-18      | CUS Palermo - Rosolini   | 20-27     |
| 25-26      | Terni - Mascalucia       | 32-32     |

| 20-11-1999 | 9ª/22ª giornata        | 1-4-2000 |
| ---------- | ---------------------- | -------- |
| 26-17      | Gaeta - Chieti         | 15-26    |
| 27-25      | Pall. Palermo - Alcamo | 25-28    |
| 26-18      | Mazara - Noci          | 20-18    |
| 30-20      | Mascalucia - Marsala   | 32-29    |
| 29-24      | Avellino - Siracusa    | 19-31    |
| 25-30      | Terni - CUS Palermo    | 22-27    |
| 27-16      | Rosolini - Fondi       | 27-19    |

| 8-12-1999 | 12ª/25ª giornata           | 24-4-2000 |
| --------- | -------------------------- | --------- |
| 22-28     | Siracusa - Rosolini        | 18-26     |
| 26-31     | Alcamo - Mazara            | 28-27     |
| 23-15     | Noci - Avellino            | 0-5       |
| 27-18     | Chieti - Terni             | 22-29     |
| 24-23     | Pall. Palermo - Mascalucia | 29-37     |
| 19-19     | Gaeta - Fondi              | 23-20     |
| 25-29     | Marsala - CUS Palermo      | 26-42     |

### Classifica
|  | Pos. | Squadra          | Pt | G  | V  | N | S  | GF  | GS  | D    | Note                            |
|  | ---- | ---------------- | -- | -- | -- | - | -- | --- | --- | ---- | ------------------------------- |
|  | 1.   | Mazara           | 65 | 26 | 21 | 2 | 3  | 684 | 524 | +160 | Promosso in Serie A1 2000-2001  |
|  | 2.   | Rosolini         | 60 | 26 | 20 | 0 | 6  | 675 | 543 | +132 |                                 |
|  | 3.   | CUS Palermo      | 56 | 26 | 18 | 2 | 8  | 668 | 587 | +81  |                                 |
|  | 4.   | Chieti           | 42 | 26 | 13 | 3 | 10 | 658 | 599 | +59  |                                 |
|  | 5.   | Gaeta            | 39 | 26 | 12 | 3 | 11 | 564 | 553 | +11  |                                 |
|  | 6.   | Mascalucia       | 38 | 26 | 12 | 2 | 12 | 665 | 648 | +17  |                                 |
|  | 7.   | Noci             | 35 | 26 | 11 | 2 | 13 | 609 | 619 | -10  |                                 |
|  | 8.   | Terni            | 33 | 26 | 10 | 3 | 13 | 680 | 673 | +7   |                                 |
|  | 9.   | VVFF Siracusa    | 33 | 26 | 11 | 0 | 15 | 600 | 629 | -29  |                                 |
|  | 10.  | ACLI Avellino    | 32 | 26 | 9  | 5 | 12 | 585 | 679 | -94  |                                 |
|  | 11.  | Palmosa Libertas | 30 | 26 | 10 | 2 | 14 | 651 | 695 | -44  | Retrocesso in Serie B 2000-2001 |
|  | 12.  | Fondi            | 27 | 26 | 7  | 6 | 13 | 627 | 669 | -42  | Retrocesso in Serie B 2000-2001 |
|  | 13.  | Palermo          | 21 | 26 | 6  | 3 | 17 | 614 | 703 | -89  | Retrocesso in Serie B 2000-2001 |
|  | 14.  | Marsala          | 16 | 26 | 5  | 1 | 20 | 569 | 728 | -159 | Retrocesso in Serie B 2000-2001 |